# SIGN (album)
Pour les articles homonymes, voir Sign.
Albums de Autechre
NTS Sessions 1–4
(2018) PLUS
(2020)
SIGN est le quatorzième album du groupe de musique électronique Autechre. Sa sortie a lieu le 16 octobre 2020. Comme pour la plupart des albums du groupe, le dessin de la pochette a été réalisé par l'agence artistique The Designers Republic,,.

## Track listing
Toutes les chansons sont écrites et composées par Sean Booth and Rob Brown.
| 1.    | M4 Lema     | 8:49 |
| 2.    | F7          | 5:56 |
| 3.    | si00        | 5:51 |
| 4.    | esc desc    | 4:55 |
| 5.    | au14        | 5:03 |
| 6.    | Metaz form8 | 6:00 |
| 7.    | sch.mefd 2  | 5:25 |
| 8.    | gr4         | 3:21 |
| 9.    | th red a    | 6:35 |
| 10.   | psin AM     | 6:20 |
| 11.   | r cazt      | 7:12 |
| 65:33 |             |      |

| 12. | n Cur | 6:14 |